# ロバート・オリヴェリ
ロバート・オリヴェリ（Robert Oliveri, 1978年4月28日 - ）は、アメリカ合衆国カリフォルニア州ロサンゼルス生まれの俳優、元子役。

## 略歴
アメリカの放送局ABCのテレビ映画や、『13日の金曜日』のテレビシリーズなどに顔を出した後、『ミクロキッズ』で映画デビューを果たす。同作では、リック・モラニス演じる科学者のザリンスキーの息子ニック・ザリンスキー役として、メガネをかけたチビッコ博士的存在で印象を残している。ティム・バートン監督でジョニー・デップ主演のラブ・ファンタジー『シザーハンズ』では、ウィノナ・ライダー演じるキムの弟、ケヴィンを演じている。
東京ディズニーランドにある人気アトラクション『ミクロアドベンチャー』のVTRにも出演した。1994年以降は目立った役者活動を行っておらず、事実上俳優業を引退している。

## 出演作品

### 映画
- ミクロキッズ Honey, I Shrunk the Kids (1989) - ニック・サリンスキー 役
- シザーハンズ Edward Scissorhands (1991) - ケヴィン 役
- ジャイアント・ベビー Honey, I Brew Up the kid (1992) - ニック・サリンスキー 役
- The Flockens (1990) ※テレビ映画

### テレビドラマ
- ABC Afterschool Specials (1987)
- 13日の金曜日 Friday the 13th (1989)
- Monsters (1990)
- アメリカン・プレイハウス American Playhouse (1989)

### その他出演
- ミクロアドベンチャー (ニック・サリンスキー役)